# Оборотни (аниме)
«Оборотни» (яп. 人狼 дзин ро:, Jin-Roh) — полнометражный аниме-фильм режиссёра Хироюки Окиуры. Снят в 1998 году. Является свободной адаптацией первой и второй частей манги Kerberos Panzer Cop, созданной Мамору Осии и нарисованной Камуи Фудзиварой. В 1999 году фильм участвовал в различных анимационных фестивалях по всему миру. Премьера состоялась 17 ноября 1999 года во Франции и 3 июня 2000 года в Японии. Jin-Roh стал последней работой, выпущенной студией Production I.G с использованием традиционной анимации.

## Сюжет
Действия происходят в Токио 1950-х годов, в альтернативной реальности. Во Второй мировой войне Япония потерпела поражение не от союзников, а от Третьего рейха, вышедшего победителем. Население, вдохновляемое левыми экстремистами, проводит масштабные акции протеста, сопровождаемые массовыми беспорядками, с которыми обычная полиция справиться не в состоянии. В ответ правительство создаёт автономные полицейские спецподразделения, в том числе отряд бронепехоты «Церберы». Небольшие, но превосходно экипированные группы «Церберов» вмешиваются лишь в случаях крайней необходимости, когда основных сил правопорядка становится недостаточно.
Когда на очередной демонстрации против полиции выступили члены повстанческой организации «Секта», командование «Церберов» отправило один из своих отрядов на преследование.
Во время спецоперации Кадзуки Фусэ, боец одного из отделений «Церберов», вооружённый MG 42, встречает девушку — курьера «Секты», которая взрывает себя у него на глазах только для того, чтобы не попасть под арест. Эта смерть порождает у него тяжёлую психологическую травму, но кроме того взрыв наносит значительный ущерб городу и, так как отряд действовал нелегально, провал ставит под угрозу само существование «Церберов». Вскоре Фусэ, казалось бы, случайно знакомится с другой девушкой, представившейся старшей сестрой погибшей — Кэй, и у них начинается роман, но истинность чувств так и не будет открыта.
Амбиции обычной и столичной полиции, интриги руководящих чинов, инструментом которых становятся Кэй и Фусэ, проявляют всю глубину пропасти между сотрудниками силовых ведомств и людьми, далёкими от спецслужб.
Ближе к концу начальник «Церберов» говорит: «Мы не люди, замаскированные под собак. Мы волки, замаскированные под людей».

## Роли озвучивали
| Актёр            | Роль          |
| ---------------- | ------------- |
| Ёсикацу Фудзики  | Кадзуки Фусэ  |
| Суми Муто        | Кэй Амэмия    |
| Хироюки Киносита | Ацухи Хэмми   |
| Ёсисада Сакагути | Хатиро Тобэ   |
| Эри Сэндаи       | Нанами Агава  |
| Кэндзи Накагава  | Исао Ания     |
| Рюити Хорибэ     | Сиро Тацуми   |
| Юкихиро Ёсида    | Хадзимэ Ханда |
| Юкио Хирода      | Буммэй Мурото |
| Тамио Оки        | офицер        |

## Музыка
| №                   | Название                             | Длительность |
| ------------------- | ------------------------------------ | ------------ |
| 1.                  | «a monologue»                        | 2:50         |
| 2.                  | «Jinroh - Main Theme - opening ver.» | 2:37         |
| 3.                  | «dark star»                          | 2:06         |
| 4.                  | «sting»                              | 0:37         |
| 5.                  | «mad black»                          | 0:47         |
| 6.                  | «damp»                               | 0:19         |
| 7.                  | «gray black»                         | 0:36         |
| 8.                  | «blue clouds»                        | 3:10         |
| 9.                  | «silence & wind»                     | 1:19         |
| 10.                 | «fragrance rain»                     | 1:09         |
| 11.                 | «latest flame»                       | 3:01         |
| 12.                 | «curse»                              | 2:50         |
| 13.                 | «pride»                              | 2:51         |
| 14.                 | «unit one»                           | 1:57         |
| 15.                 | «long destiny»                       | 0:57         |
| 16.                 | «the force»                          | 3:41         |
| 17.                 | «keel»                               | 3:12         |
| 18.                 | «angel»                              | 1:34         |
| 19.                 | «shadows of rainbow»                 | 1:36         |
| 20.                 | «seal»                               | 2:41         |
| 21.                 | «the top»                            | 4:37         |
| 22.                 | «grace ~Jinroh -Main Theme-~ omega»  | 7:18         |
| Общая длительность: | Общая длительность:                  | 51:45        |

В создании принимали участие: Чешский филармонический оркестр в Праге (дирижёр — Марио Клеменс), Хадзимэ Мидзогути — виолончель, Ёко Канно — фортепиано, вокал и стихи как Габриэла Робин (22), Хитоси Ватанабэ — электрическая и акустическая бас-гитары, Ёити Окабэ — барабаны и перкуссия, Цунэо Имахори — электрическая и акустическая гитары, Масаёси Фурукава — акустическая гитара, Masatsugu Shinozaki Group — струнные, Кэйси Урата — семплер. Запись произведена в Rudolfinum — Dvořákova síň, на студиях Victor Studio, Studio Z’d.

## Производство и выпуск

Американское издание

В 1999 году Хироюки Окиура приехал на показ фильма в Калифорнийском университете в Лос-Анджелесе, где шёл аниме-фестиваль. Он кратко рассказал для сайта Ex, что хотя Осии написал сценарий, режиссёр пытался добавить собственные штрихи, занимался редакцией, чтобы это было его работой. Jin-Roh основан на манге, но в нём происходят другие события. Несмотря на сравнения с «Призраком в доспехах», время действия различается: в первом случае — будущее, во втором — альтернативное прошлое. Возможны схожие идеи и темы, однако произведения не близки друг к другу. Компьютеры почти не использовались, применялись только для камеры. Было сложно контролировать производство, поскольку в создании участвовало много людей. На Окиуру сильно повлияли работы Кацухиро Отомо, в частности, «Акира». Кроме Jin-Roh, любимый фильм — «Беги, Мелос!» 1992 года. По словам аниматора Тосиюки Иноуэ, Окиура консервативен и ему не особенно нравится новаторство. Как режиссёр, он требовал, чтобы макеты и анимация были выполнены с высокой аккуратностью и точностью, без обмана.
Мамору Осии дал интервью Кэндзи Камияме для сайта Production I.G. Проект экранизации Kenrou Densetsu («Легенда о Церберах») существовал в 1994 году как OVA из 6 серий. Осии сам предложил это Bandai, но компания сказала, чтобы он сначала сделал «Призрак в доспехах». Хироюки Окиура должен был снимать 3 серию «Бродячий пёс». Manga Entertainment проявила интерес к выпуску после того, как «Призрак» стал большим хитом. Манга к тому времени была переведена на английский язык и опубликована в США. Потом возникла идея производства Jin-Roh. Bandai выбрала режиссёром Окиру (главного аниматора и дизайнера персонажей «Призрака в доспехах»), с его кандидатурой согласился глава Production I.G Мицухиса Исикава. Осии спросил о своём участии и получил ответ: «Не мешай!». Он умолял разрешить хотя бы написать сценарий; в Bandai «скривились». Кадзунори Ито уже назначили сценаристом, но тот вдруг отказался. Осии знал о его неприятии «сюжета, где есть собаки» ещё в The Red Spectacles. Поэтому споры прекратились. Исикава радовался, что сценарий укладывался в график. Bandai дала зелёный свет. Синопсис придумал Окиура, намеревавшийся снять серьёзную драму. Осии как автор оригинала не хотел отдавать это кому-либо, но пришлось уступить. Никто кроме Окиуры не вызвался на должность режиссёра. Изначально планировалось использовать компьютер при работе с камерой. Осии думал об этом, как и в «Призраке». Окиура ненавидел компьютерную анимацию и говорил, что быстрее рисовать вручную. Таким образом, конечный продукт отличался от задуманного. Jin-Roh едва заслужил упоминание на Международном фестивале анимационных фильмов в Анси, поскольку в Европе художественные работы предпочитают коммерческим. В случае боевика, вроде «Евы» или «Гандама», шансов попасть туда вообще не было.
Тэцуя Нисио, дизайнер персонажей фильма, ранее работал в сериале Ninku и зарекомендовал себя, поэтому Окиура выбрал его. Режиссёр искал аниматора, способного создать реалистичное изображение с помощью тонких линий. Jin-Roh полностью отличался от того, что Нисио делал раньше, поэтому было очень трудно: полнометражный фильм, 80 тысяч слоёв. Но выпал отличный шанс и важная должность. Кроме того, дизайнера интересовали студенческие активисты 1970-х годов (раскадровка его дипломного проекта) и тема угрозы безопасности, которую рассматривал Осии. Но Окиура решил не уделять этому много внимания. Режиссёр утверждал персонажей, Нисио мог использовать из своего «ящика» только детали внешности и одежды. В лексиконе Окиуры нет слова «компромисс». Он легко мог понять, усердно работает сотрудник или прохлаждается. Каждый день был полон сюрпризов. Производство шло не как в схематичных телесериалах, где каждый имеет свою задачу и точно знает, что делать. Окиура сказал уменьшить количество линий и обойтись без теней от людей. Все аниматоры были рады тому, что нагрузка уменьшилась. Большинство героев в эскизах выглядели молодыми, потом их нарисовали старше. Стариков изображать проще, чем красивых девушек. Отчасти из-за этого Нисио согласился быть дизайнером. Он и так являлся главным аниматором в 1300 редактируемых фрагментах. Jin-Roh не попадал в категорию аниме. Некоторые люди советовали выпустить игровое кино. Окиура хотел снять не боевик, а драматичный и эмоциональный фильм. Осии бы сделал по-своему, в стиле «Полиции будущего». С другой стороны, в отличие от Studio Ghibli, которая стала популярной благодаря простым историям, Production I.G должна поступать наоборот.
Аниме было впервые выпущено в 2000 году на DVD и VHS. Подробно следует остановиться на специальном трёхдисковом издании Bandai Visual 2002 года. Формат был 1,85:1, а звук Dolby Digital 5.1 и DTS 5.1. Видео по качеству напоминает «Ди: Жажда крови». Jin-Roh — мрачный фильм, что, безусловно, приближает его к реальности с той эпохой, которую он пытается изобразить. Все звуковые дорожки звучат хорошо с отличным использованием окружения и канала низкочастотных эффектов. DTS более объёмный. В меню солдат «Волчьей стаи» на несколько секунд превращается в волка. Музыкальное сопровождение задаёт тон. Дополнительные материалы находятся на втором диске. Они включают интервью с режиссёром Окиурой, сценаристом Осии, который изначально собирался снять фильм, но передумал и критиковал некоторые решения, композитором Мидзогути и художественным руководителем; трейлеры: 4 японских и 1 американский; галерея изображений: 100 концепт-артов; 12-страничный буклет. Третий диск — саундтрек как дополнительный бонус.
Мицухиса Исикава сказал, что Jin-Roh не был рассчитан на привлечение зрителей, у студии не нашлось денег даже на рекламу. Производство велось без интереса к коммерческому успеху, что является редкостью в современном мире кино и особенно аниме. В начале показываются псевдодокументальные кадры, объясняющие сюжет и обстановку. В интервью на диске с дополнительными материалами художник-постановщик Хиромаса Огура ответил, что это была попытка воспроизвести старые хроники из кинотеатров и довольно кропотливая работа. Осии сомневался насчёт молодого Окиуры в качестве режиссёра. Хадзимэ Мидзогути подчёркивал свою любовь к мрачности фильма.
Далее Jin-Roh появился на Blu-ray 25 сентября 2007 года от Bandai Visual и переиздавался в 2008 и 2012 годах. Помимо этого, лицензию приобрели компании на Тайване, в Южной Корее, США, Германии, Франции, Италии.
Blu-ray 2007 года был представлен также в 1,85:1. Однако это уже Full HD, сжатое в H.264. DVD отличался неконтрастностью и зернистостью. Нельзя отрицать, что этот релиз значительно чётче и чище, чем когда-либо. Модели персонажей оживают, несмотря на упрощённый дизайн и размытые цвета. У Jin-Roh сдержанная атмосфера, но выделяются некоторые смелые моменты, например, стрельба из пулемёта. Не техническое чудо, а шаг вперёд. Наиболее живой звук — японский LPCM 5.1, превосходящий английский Dolby Digital 5.1. К сожалению, для этого издания единственным дополнением на диске является коллекция трейлеров. К нему прилагается 19-страничный буклет, который содержит художественные работы, информацию о фильме и интервью. Там нет ничего особенного, но для ознакомления подойдёт. Также есть 522-страничная оригинальная японская раскадровка с примечаниями без перевода. Единственная проблема — стоимость. Blu-ray продавался почти за 80 долларов, что было недёшево, и такая цена вызывала недоумение.
Американское издание 2015 года отличается от японского не только оформлением обложки и дополнительными материалами, но и незначительными дефектами при воспроизведении. Однако в «Discotek Media» заверили, что это обычная проблема, связанная с дрожанием 35-мм киноплёнки. То есть, по словам издателя, шаткая картинка не является сбоем в кодировании. Тем не менее, во время некоторых сцен, особенно тех, что происходят ночью или под землёй, эффект тумана затрудняет просмотр каких-либо деталей. Хотя качество изображения диска лучше, чем DVD, он уступает первым Blu-ray, выходившим в Японии со звуком LPCM 5.1. В британское издание 2019 года была добавлена 48-страничная книга.
В Японии Jin-Roh иногда показывался вместе с фильмами The Red Spectacles и Stray Dog, входящими в Kerberos Saga. Например, на кинофестивале Мамору Осии в 2016 году.

## Рецензии
Критика поставила фильму преимущественно средние оценки. Сайт Metacritic дал 59 баллов из 100 возможных на основании 13 рецензий, а Rotten Tomatoes — 52 % с учётом 23 обзоров. Журнал Paste присудил 48 позицию в списке 100 лучших аниме-фильмов. Также «Оборотни» входят в список 50 лучших аниме всех времён по версии журнала «АнимеГид» и 50 ключевых аниме-фильмов по мнению обозревателей Британского института кино. 89 место в топ-100 аниме по версии журнала Animage. «АнимеГид» пишет: в том, что «Оборотни» стали главным анимационным событием 1999 года, уже не приходится сомневаться. Фильм можно назвать классикой японской анимации и ставить в пример как образцовое произведение, наделённое большим количеством идей и точек зрения на развитие общества, а также альтернативных взглядов на историю. CBR считает, что Jin-Roh: The Wolf Brigade был недооценён и заслуживает такого же признания, как и «Призрак в доспехах», несмотря на отсутствие продолжений и связей с популярной франшизой. С апокалиптической точки зрения, здесь на карту поставлено больше, чем в фильме «Последняя фантазия: Духи внутри».
Борис Иванов на сайте «Аниме и манга в России» заметил, что Jinrō буквально означает «человек-волк» (не оборотень). Как ни странно, это отсылка на сказку «Красная Шапочка». Вышел отлично сделанный психологический триллер, рекомендуемый поклонникам политической фантастики и мастерской анимации. До «Волчьей стаи» Осии снял два полнометражных художественных фильма The Red Spectacles («Красные очки») и Stray Dog («Бездомный пёс»). Вообще, он обожает собак. Поскольку режиссёр Окиура ненавидит компьютерную анимацию, аниме практически полностью сделано традиционными методами. До своей официальной премьеры в Японии 3 июня 2000 года фильм объехал практически весь мир и побывал на множестве престижных анимационных и кинофестивалей. Ёсикацу Фудзики, озвучивший Фусэ, — не сэйю, а киноактёр, обычно снимающийся в боевиках, в том числе «Бездомный пёс». Это его первая роль в аниме. Суми Муто также актриса, обычно играла в мыльных операх, хотя она уже появлялась в «Экспериментах Лэйн». Критик также поместил Jin-Roh на 36 позицию среди 100 лучших аниме за всю историю кино.
Дерек Элли в обзоре Variety назвал Jin-Roh впечатляющим, хотя и не столь грандиозным, как «Призрак в доспехах». Мамору Осии и Хироюки Окиура создали научно-фантастическую сказку. Несмотря на обстановку 1950-х годов и отсылки на Красную Шапочку и волка, вселенная картины в основном такая же, как и в большинстве аниме — фашистское общество с безжалостными полицейскими отрядами, борцами за свободу и невинными женщинами. Окиура интерпретировал сценарий Осии в духе сюжета «Красавица и чудовище», чередуя моменты тишины, детской красоты и покоя с тёмными, насильственными эпизодами. Технически фильм наиболее примечателен тем, что он расширяет традиционную анимацию, демонстрируя кинематографические приёмы до такой степени, что иногда можно забыть о мультипликации. Однако в других случаях, особенно в статичных кадрах, анимация обычная. С бюджетом чуть выше среднего, 30 миллионов долларов, аниме делалось в течение трёх лет, в основном благодаря небольшому применению CGI. «Призрак», который стоил примерно столько же, широко использовал цифровые технологии. Jin-Roh нарисован в стиле комиксов, похожих на работы Жана «Мёбиуса» Жиро, а тёмные туннели, вызывающие клаустрофобию, отсылают к «Отверженным». Есть много заимствований из «Головокружения» и «Третьего человека». Японский послевоенный триллер мог быть снят европейским кинорежиссёром, например, Аленом Рене или Коста-Гаврасом в чёрно-белом оформлении. Город представляет собой вариацию охваченного войной Бейрута или Сараева.
Элвис Митчелл из The New York Times написал, что с его насилием, предательством, депрессией и политикой аниме Jin-Roh: The Wolf Brigade совсем не детское. Оно напоминает «Поп Америка», потому что персонажи изображены ближе к реальности, чем в обычном мультфильме. Это стоит увидеть: замечательные амбиции и несколько напряжённых, продуманных эпизодов. Хироюки Окиура с таким же успехом мог снять игровой боевик. С эмоционально парализованным героем, намёками на обречённую романтику и двойной игрой картина объединяет в себе черты Хичкока и оперную трагедию. Длинное повествование многое объясняет — альтернативная вселенная представлена в деталях. Фильм открывается «десятилетием после великого поражения», рассказ с помощью красивых чёрно-белых фотографий. В этом мире, у которого есть определённые сходства с настоящим, главный герой Кадзуки вместо того, чтобы нажать на курок, смотрит в глаза готовящейся взорвать себя девушке, его психика повреждена навсегда. Жизнь разрушена моментом сострадания. За закрытыми дверями проходит множество встреч и мрачных дискуссий о будущем в стиле Макиавелли. Мамору Осии исследует чувства взрослых, что близко к «Головокружению». Существует разница между актёром и мультипликационным персонажем. Анимация, независимо от того, насколько хорошо она реализована, не может дать выразительную игру. Тем не менее, это не просто мультфильм: он стремится к эмоциональной глубине, которую отвергает большинство взрослых фильмов. Аниме очень серьёзно относится к теме потери и отчаяния, для создания обстановки в живом действии понадобились бы сотни миллионов долларов. В конечном итоге Jin-Roh оставляет зрителей со вздохом, а не со слезами.
Джим Хоберман в рецензии The Village Voice задался вопросом: является ли сценарий фильма об альтернативных событиях после Второй мировой войны японским оправданием? Там, где победившие американцы намеревались, как выразился голландский писатель Ян Бурума, заменить «самураев, феодализм, милитаризм, шовинизм, расизм Гленном Миллером, бейсболом, шоколадом, буги-вуги и демократией», существует немецкое наследие — непрекращающиеся гражданские беспорядки, боевые отряды тайной полиции и одержимость «Красной Шапочкой». Осии создал что-то похожее на пессимизм «Ночи и тумана в Японии» Нагисы Осимы об обречённом студенческом радикализме. Серый, покрытый копотью город выглядит как нечто среднее между послевоенным Токио и концлагерем с кирпичными стенами. Должно быть, это единственный мультфильм, отдающий дань уважения партизанской драме «Канал» Анджея Вайды. Как и «праведные преступники» из кино 1960-х годов, персонажи умирают под градом пуль, истекая кровью. Если бы Jin-Roh вышел в альтернативном прошлом США, это наверняка мог быть бунт Мадисон — Анн-Арбор — Беркли 1969 года. Социально-политический триллер имеет больше общего со шпионскими романами Джона ле Карре, чем с космической оперой или научной фантастикой. Под конец сказка превратилась в фашистскую басню о том, что реальная политика — это корыстный оппортунизм.
Джонатан Клементс и Хелен Маккарти в энциклопедии обратили внимание, что Осии уже несколько раз занимался этой темой — не только в своей манге Kerberos, но и в игровых фильмах The Red Spectacles и Stray Dog. Тем не менее, примечательно, что известный режиссёр «Призрака в доспехах» ушёл от прямого участия в реализации проекта, передав его более молодому Окиуре. Кадзунори Ито не привлекался, поэтому сценарий остался пустоватым. В Kerberos был офицер Инуи («Пёс»), которого чуть не убила хитрая террористка. Всё закончилось так, что он во второй раз встретился с тем же врагом и лишился жизни. Jin-Roh переигрывает эту историю: Фусэ (человек и волк) не способен застрелить Красную Шапочку, взрывающую себя. Осии применил аналогию, сочувствуя точке зрения волков. Фусэ использует маскировку и контр-блеф в стиле Perfect Blue, находясь в контролировавшей дело группе. Окиура, однако, не использует волчий образ так, как задумал Осии, вместо этого выбрав обречённый роман. Его видение — это буквально розовые очки, сквозь которые всё напрямую сводится к добру и злу. К сожалению, сценарий, как в Stray Dog и The Red Spectacles, не объясняет, почему представлена альтернативная Япония конца 1950-х годов (каковы экономические последствия отсутствия войны в Корее, откуда взялись передовые технологии, за что сражаются спецподразделения «Волчьей стаи» и таинственная «Секта»). Премьера Jin-Roh за границей состоялась задолго до выхода в Японии, чтобы вызвать интерес среди зарубежных зрителей, которые не могли понять историю в силу разницы культур, а не просто лениво поставленного сюжета. С этой проблемой также столкнулась и Blood: The Last Vampire. Конечным результатом является искусно снятый, но бесцельный фильм с отчаянным вступительным голосом за кадром, объясняющим наличие третьей силы, в неудачной попытке убедить, что это нечто большее, чем перекрашенный триллер времён «холодной войны».
Forbes определил Jin-Roh как мрачную притчу о неизбежных неудачах экстремизма. Подобно роману «Человек в высоком замке», аниме идёт в альтернативной истории, где Германия выиграла Вторую мировую войну. Результатом является антиутопическая версия послевоенной Японии, где милитаризированной полиции приходится иметь дело с мятежным населением. Получилась политическая драма, наполненная интригой. Здесь нет счастливого конца, насилие порождает насилие и приводит к падению цивилизации. Jin-Roh сохранил оригинальный дизайн брони Protect Gear Ютаки Издубути для Kerberos Panzer Cop, который выглядит более устрашающим, чем в игровом кино. Одним из наиболее ценных аспектов является саундтрек Хадзимэ Мидзогути. В то время как остальные работы Осии в серии Kerberos были неизвестны за пределами Японии, аниме удалось прорваться и вдохновить игры Killzone и корейский ремейк.
Otaku USA выделил главные вопросы: кто охотник, а кто добыча? Может ли зверь в облике человека обрести счастье? Jin-Roh — это политический триллер, боевик и аллегория. Фильм определяется своей неспешной скоростью и отличным вниманием к деталям. Окиура демонстрирует те же навыки анимации и преданность реализму, которые помогли сделать «Призрак в доспехах». Некоторые зрители могут считать главного героя холодным и неэмоциональным, но в конце он должен сделать ужасный выбор. Единственная жалоба — стилистическая: намёки на историю Красной шапочки могли быть менее явными. Возможно, эта критика несправедлива. Считать, что среднестатистический японский киноман свободно владеет европейскими сказками, всё равно что обычный американец знаком с «Повестью о старике Такэтори» или Урасимой Таро, поэтому символика видна сразу. Даже Мамору Осии виноват в том, что ошеломил аудиторию случайным громоздким изложением. Рассказ о волках и людях заслуживает того, чтобы его запомнили как выдающийся пример зрелого повествования в анимации.
По мнению сайта THEM Anime, Jin-Roh выглядит великолепно: анимация плавная, фоны хорошо прорисованы, оружие, персонажи и предметы детализированы. Все выглядят нормальными людьми, без возмутительных причёсок и неправильных пропорций. Среди героев выделяется инертный, сильный и в то же время интересный Фусэ. Музыка прекрасно вписывается, никогда не конфликтует и не заглушает сцену, а прекрасно укрепляет атмосферу. Сюжет сложный, с несколькими скрытыми повестками, но имеющими смысл, и зрители не будут в замешательстве смотреть на финальные титры. В самом начале не объясняется, почему Германия не заняла Японию после альтернативной Второй мировой войны. Фильм не является безостановочным боевиком, поэтому те, кому не нравится думать и кто ожидает, что спецподразделение начнёт стрелять во всё подряд, могут быть разочарованы. Аниме определённо не для детей или слабонервных: люди умирают жестоко, кошмарно и кроваво. Рекомендовано смотревшим «Акиру» и «Призрак в доспехах».
«АнимеГид» в рецензии пишет следующее: уже не приходится сомневаться в том, что «Оборотни» стали главным анимационным событием 1999 года. Сюжетная фабула основана на событиях послевоенного времени, когда Япония находилась в оккупации и испытывала сильную нестабильность, как в культурном, так и в экономическом плане.  Однако если в реальности страна подверглась американской оккупации, которая, несмотря на все свои минусы, «посеяла ростки демократии», то в истории Мамору Осии всё «перевёрнуто с ног на голову». Там, где в действительности демократия, — у него тоталитаризм, вместо американской оккупации — германская; где постепенно налаживалась жизнь и гласность, появилось полное господство государства над обществом, насилие, уничтожение свобод и прав личности. «Любитель мрачных сюжетов о безвыходных ситуациях и пессимистических раскладах Осии и тут не смог удержаться от своих фантазий». Он заменил светлое будущее своей страны на тёмное. «Убив на корню» положительных героев, создал сплошь отрицательных. День стал ночью, а типичные солнечные пейзажи, которые привычны в других аниме, уступили место катакомбам канализаций и горящим городским улицам. Тоталитаризм в мире Осии — это «большая машина, постоянно подвергающаяся нестабильности и поломкам». Как и в любом подобном режиме, граждане поставлены на колени, а народные восстания и волнения, террор и мятежи, радикальные группировки и отчаянное сопротивление стали привычным делом. Фильм начинается с ночи. Улицы города отнюдь не безмятежны — обезумевшая толпа и защищающаяся от неё армия. На протяжении аниме схожие ужасы будут происходить постоянно. Подобной аналогией сценарист «лишний раз демонстрирует всю ту безысходность и гадость, которая могла приключиться и с ним, и с его страной». При этом нельзя забывать об Окиуре, который ранее участвовал в таких известных произведениях, как «Беги, Мелос!», «Воспоминания о будущем» и «Призрак в доспехах». Ему предстояло взять на себя груз, во много раз превышающий дизайн персонажей и составление раскадровок — снять фильм с большим бюджетом и хорошим сценарием. В итоге он добился цели и успешно дебютировал в роли режиссёра, подтверждением чего было множество наград, значительная часть которых — персональные. Помимо интересного и сложного сюжета, к явным достоинствам можно отнести дизайнерские решения, принятые самим Окиурой. Его склонность к традиционной анимации не могла не сказаться, в результате чего зритель получил не просто набор CGI-эффектов и 3D-фонов, а высококачественную прорисовку. Не меньше внимания уделено изображению города и героев. Последних режиссёр рисовал сам, во многом благодаря этому внешний облик персонажей отличается от привычных анимешных образов и подходит под мрачный сюжет Осии, удачно его дополняя. В итоге «Оборотней» можно назвать классикой японской анимации и ставить в пример как «произведение в высшей степени образцовое, наделённое большим количеством идей и точек зрения на развитие общества, а также альтернативных взглядов на историю».

## Награды
Аниме выиграло на португальском фестивале «Фантаспорту» 1999 года, получив специальную международную премию жюри фэнтези-фильмов и за лучшую анимацию. Кроме того, «Jin-Roh» в 2000 году был удостоен первого места на «Yubari International Fantastic Film Festival», японской премии «Майнити» за лучший анимационный фильм и специальной награды на ежегодной церемонии «Japanese Professional Movie Awards».

## Ремейк
В 2017 году в Южной Корее был анонсирован фильм Illang: The Wolf Brigade (кор. «Оборотни: Волчья стая») по мотивам аниме, снимаемый под руководством режиссёра Ким Чжи Уна. Сюжет подвергся изменениям, основное отличие состоит в том, что действие происходит в 2029 году в антиутопичной объединённой Корее. Выход картины состоялся 25 июля 2018 года. Сам Осии посетил Сеул и называл фильм мощным и заставляющим задуматься. Он отметил впечатляющий баланс между реалистичными локациями и футуристическими технологиями, такими как броня и разнообразное оружие. Однако на Rotten Tomatoes выставлен низкий рейтинг 20 % на основе 10 обзоров. Мнения критиков были отрицательными, нарекания получили как идея, так и сюжет. Игра актёров признана неудовлетворительной.

## Комментарии
1. ↑  В японской мифологии волки представлены оками, которые отличаются от европейских и оборотнями не являются. Подробнее: Knight, J. On the Extinction of the Japanese Wolf Архивная копия от 29 января 2023 на Wayback Machine // Asian Folklore Studies. Vol. 56, №. 1 (1997), pp. 129—159.